# Giorgio Giulini
Pour les articles homonymes, voir Giulini.
Giorgio Giulini, né à Milan le 16 juillet 1714 où il est mort le 26 décembre 1780, est un historien italien. Il est essentiellement connu pour les ouvrages Memorie spettanti alla storia, al governo, ed alla descrizione della Città e della campagna di Milano nei Secoli Bassi (9 vol., 1760-1765) et Continuazione delle Memorie (3 vol., 1771-1774) qui relatent l'histoire de Milan de 1311 à 1447.

## Biographie
Giorgio Giulini naquit à Milan le 16 juillet 1714 : il fit ses études à l’école des Jésuites avec tant de succès, qu’il fut reçu docteur à Pavie à l’âge de 17 ans, et continua de se livrer à l’étude sous les plus savants professeurs. L’étude des antiquités était alors en grande vogue dans l’Italie ; Giulini se mit à scruter tous les monuments antiques et les documents du Moyen Âge qui avaient quelque rapport à l’histoire de sa patrie. L’Accademia dei Trasformati venait d’être instituée, ou plutôt rétablie en 1764. Il y lut des vers et une tragédie intitulée Alcméon, qui n’a pas été représentée. Il avait donné en 1756 une savante Dissertation sur une inscription de Julia Drusilla, fille de Germanicus ; elle est insérée dans le recueil qu’Agnelli a publié à Milan : il fit paraître l’année suivante dans le même recueil, et séparément, une Dissertation sur l’amphithéâtre de Milan, 1757. Il avait commencé un grand ouvrage sur les anneaux ; mais il ne l’a pas terminé. Occupé tout entier à recueillir et à expliquer les monuments relatifs à l’histoire de sa patrie, depuis l’entrée de Charlemagne, après le renversement du Royaume lombard, il y consacra vingt années de sa vie. Le grand ouvrage dans lequel il l’a traitée porte le titre modeste de Mémoires : Memorie spettanti al governo ed alla descrizione della città e della campagna di Milano ne’ secoli bassi, raccolte ed esaminate, etc., 8 vol. in-4° : il en a joint un neuvième qui contient des corrections et des tables ; et il y a ajouté trois volumes qui comprennent l’histoire depuis 1311 jusqu’à 1447. Cet ouvrage est un monument de critique et d’érudition. Tous les faits y sont discutés avec une sagacité rare. Rien n’y est admis sans preuves ; et les conjectures ne sont établies que sur de fortes probabilités : l’auteur emploie non-seulement les historiens et les chroniqueurs, mais il s’aide des diplômes, des sceaux, des monnaies, des monuments de toute espèce ; la plupart sont rapportés, et servent de preuves à ses assertions. De si grands travaux n’empêchaient point Giulini de soigner l’éducation de ses enfants, et de se rendre utile dans la direction du mont-de-piété et de l’Ospedale Maggiore de Milan, dont il fut un des administrateurs. La musique était son principal délassement ; il chantait avec goût en s’accompagnant de la guitare, et il se plaidait à composer des airs pour des scènes dont ses amis ou lui étaient les auteurs. Plusieurs académies de l’Europe s’empressèrent d’enrichir leur liste de son nom. Il fut nommé, par un décret spécial des magistrats de la commune, historiographe de Milan. Le prince Kaunitz et le comte Firmian l’invitèrent, au nom de l’empereur, à continuer encore son histoire, et à y traiter au moins deux siècles encore, en lui promettant tous les secours dont il aurait besoin. Giulini entreprit l’ouvrage, et rassembla encore les matériaux de quatre volumes, dont le premier seul fut rédigé ; et il en adressa en 1771 une copie à l’impératrice Marie-Thérèse. Sa santé commença alors à s’altérer, et il fut frappé d’apoplexie la veille de Noël de l’an 1780. Parmi ses manuscrits, on a trouvé deux tragédies, Alcméon, et Lavinio, et trois comédies, le Prodigue, le Café, la Fantasma, et un grand nombre de pièces de vers, de romances, de cantates, ainsi que quelques dissertations sur des sujets d’histoire et d’érudition ; on en trouve la liste à la suite de sa vie, qui a été écrite par le P. Francesco Fontana, barnabite. Elle a été insérée dans le tome 13 des Vitæ ltalorum de Fabroni. Il y a encore un autre éloge de Giulini dans le recueil degli uomini illustri della Comasca.